# 小川村 (福島県)
小川村（おがわむら）は福島県耶麻郡にあった村。現在の喜多方市山都町一川・山都町小舟寺にあたる。

## 地理
- 山：和尚山、狢森山
- 河川：阿賀川、一ノ戸川

## 歴史
- 1889年（明治22年）4月1日 - 町村制の施行により、一川村、小舟寺村の区域をもって発足。
- 1950年（昭和25年）4月1日 - 山都村・木幡村と合併して山都町が発足。同日小川町廃止。

## 交通
村域を日本国有鉄道磐越西線が通過したが、駅は所在しなかった。